# Mary (stad)
Mary är en stad i Turkmenistan som hade drygt 123 000 invånare år 1999. Den är belägen i en oas i öknen Karakum, nära platsen för den antika staden Merv. Staden är huvudstad i provinsen Mary.
Staden grundades 1884 som ett ryskt militärt och administrativt centrum vid oasen Merv och fick sitt nuvarande namn 1937. Mary är ett viktigt center för naturgas- och bomullsindustrierna i landet. 